# Saint-Brice (Charente)
Saint-Brice is een gemeente in het Franse departement Charente (regio Nouvelle-Aquitaine). De plaats maakt deel uit van het arrondissement Cognac. Saint-Brice telde op 1 januari 2022 969 inwoners.

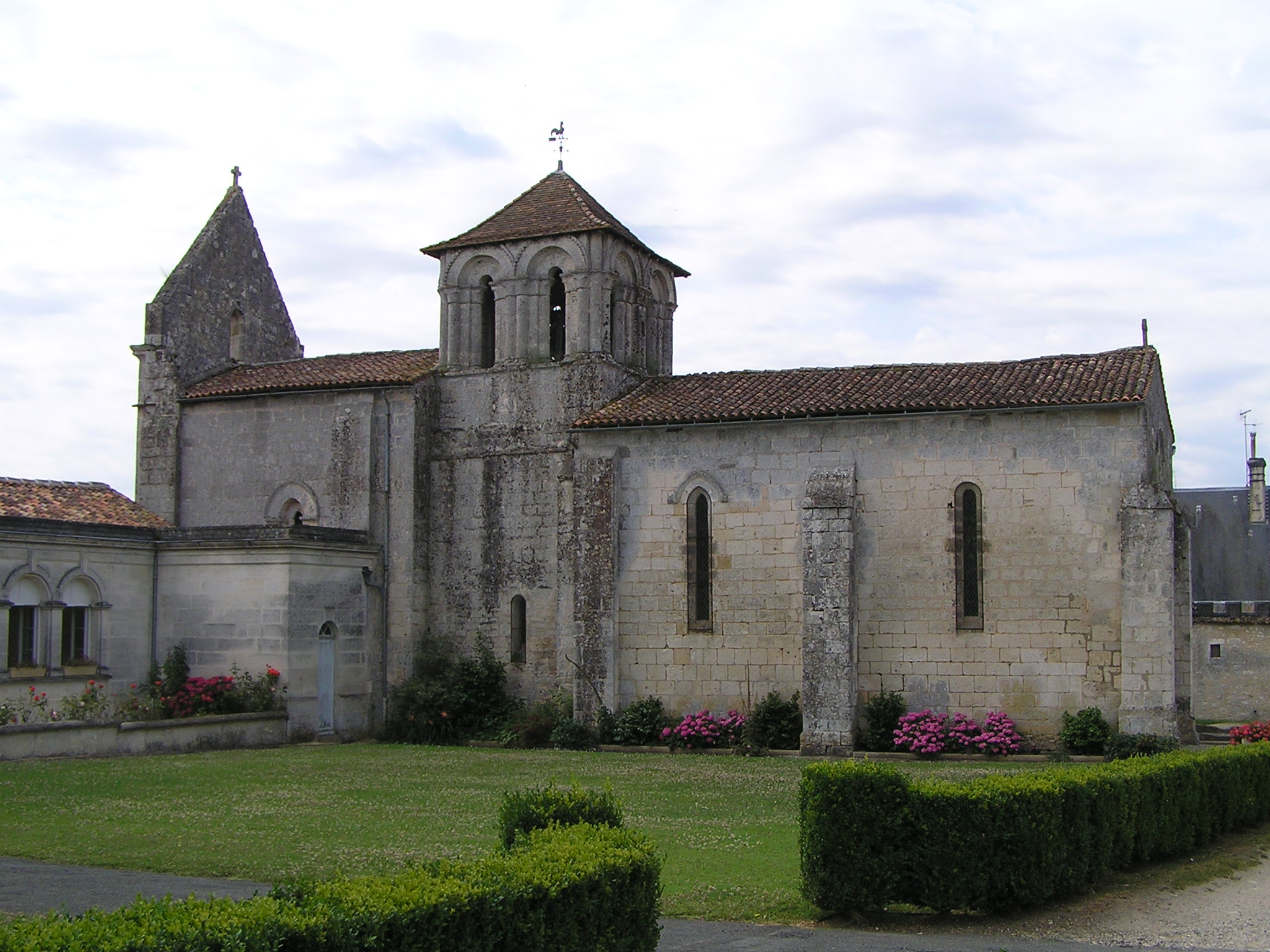
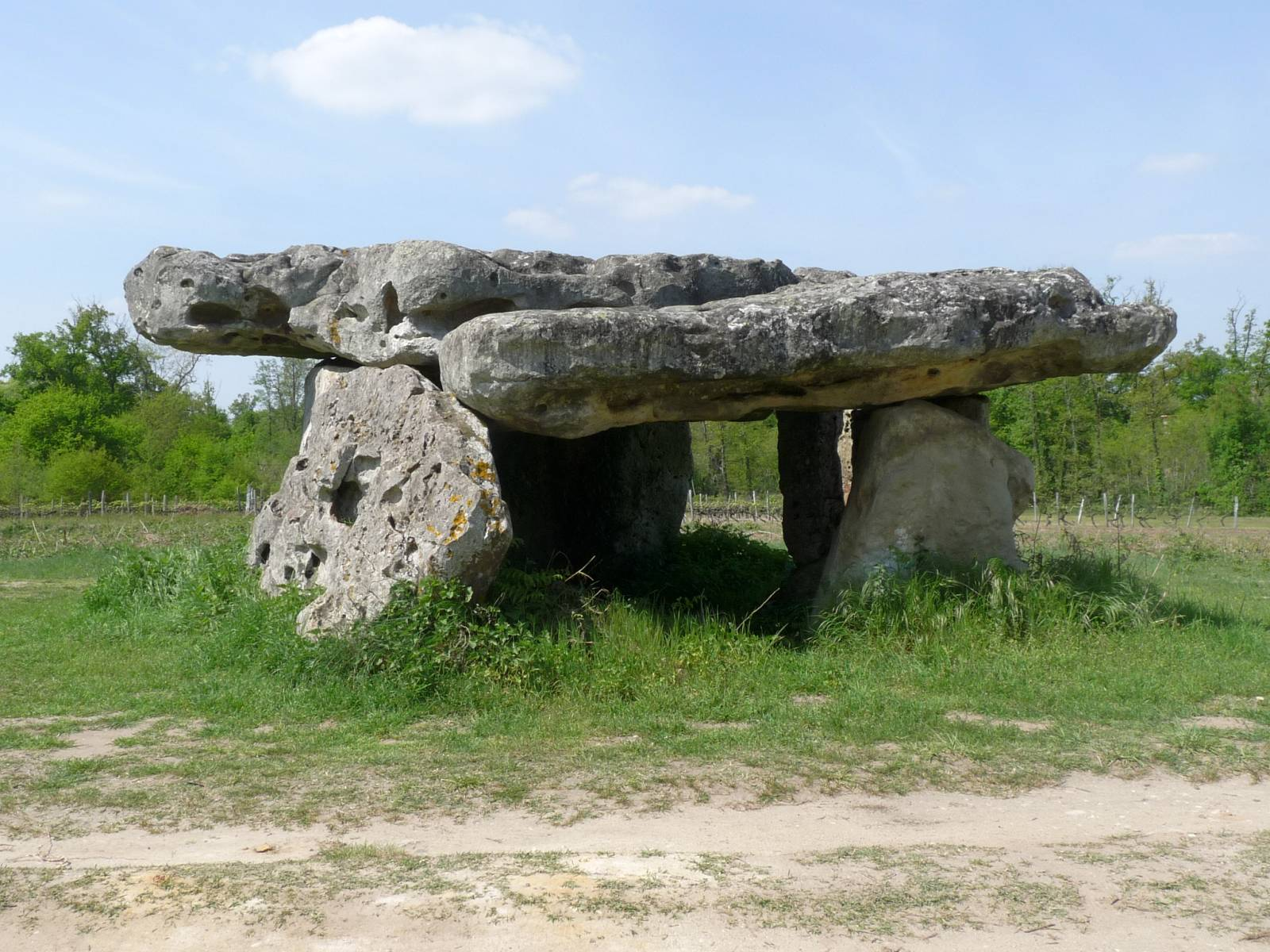
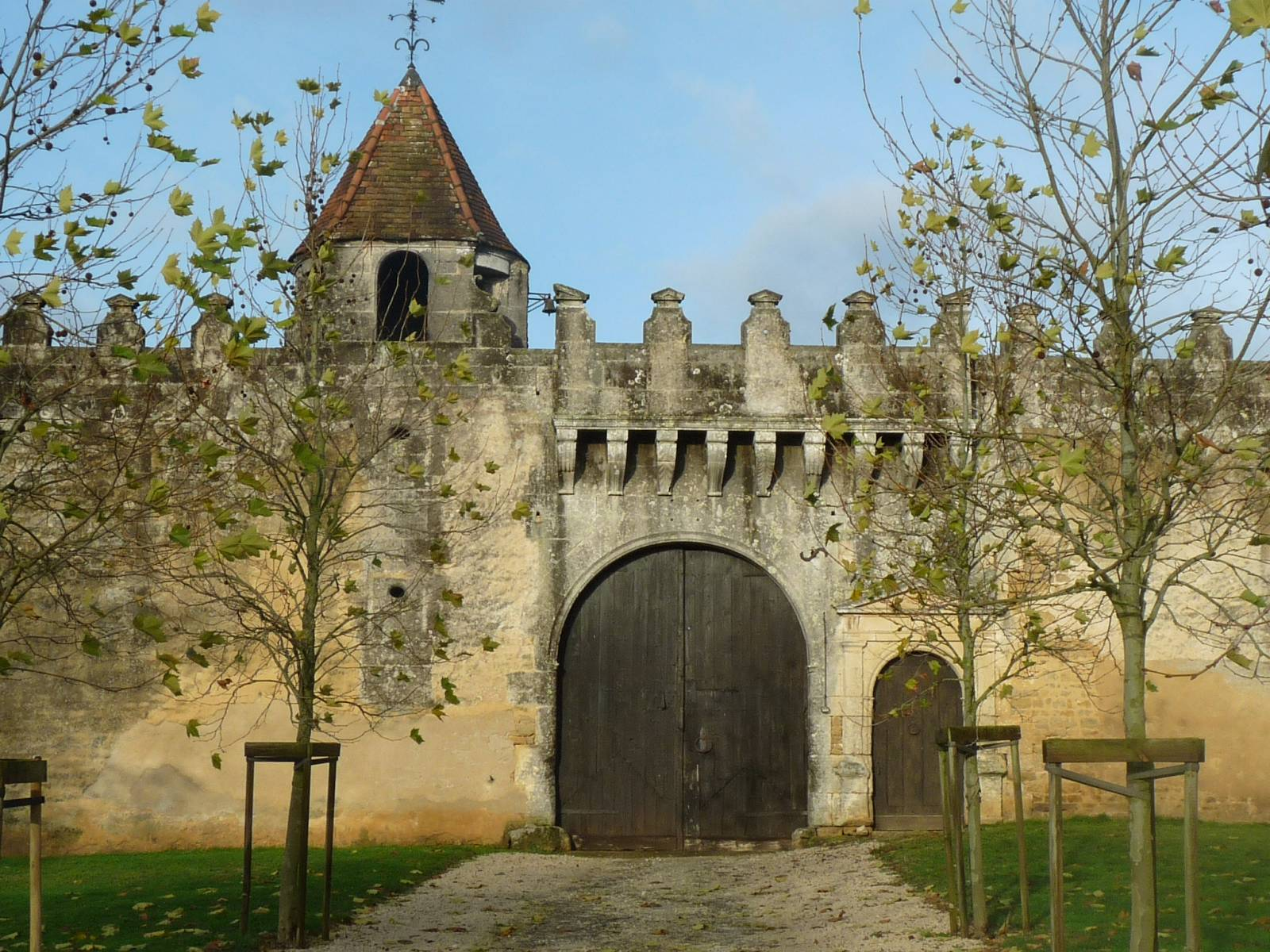
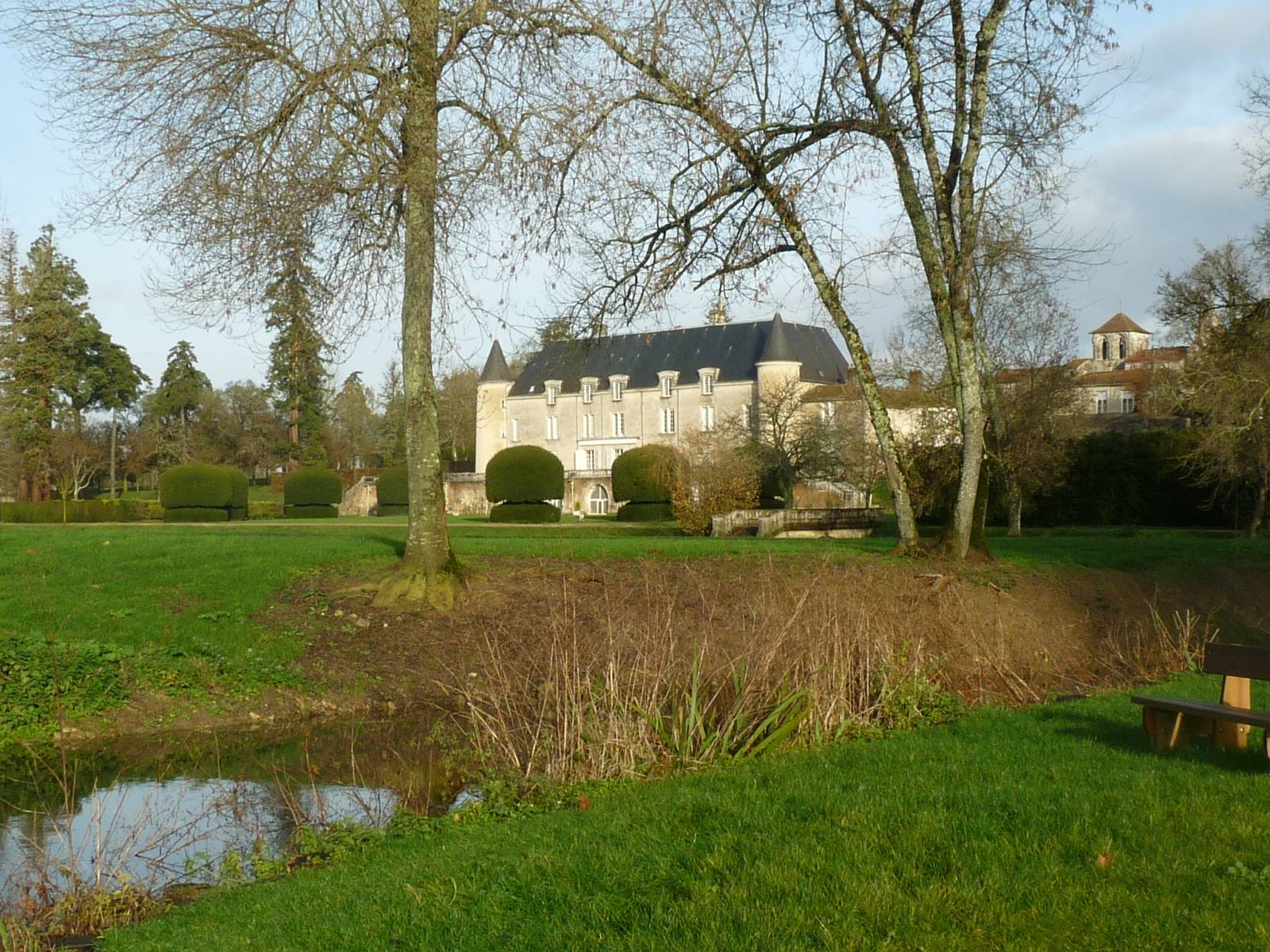
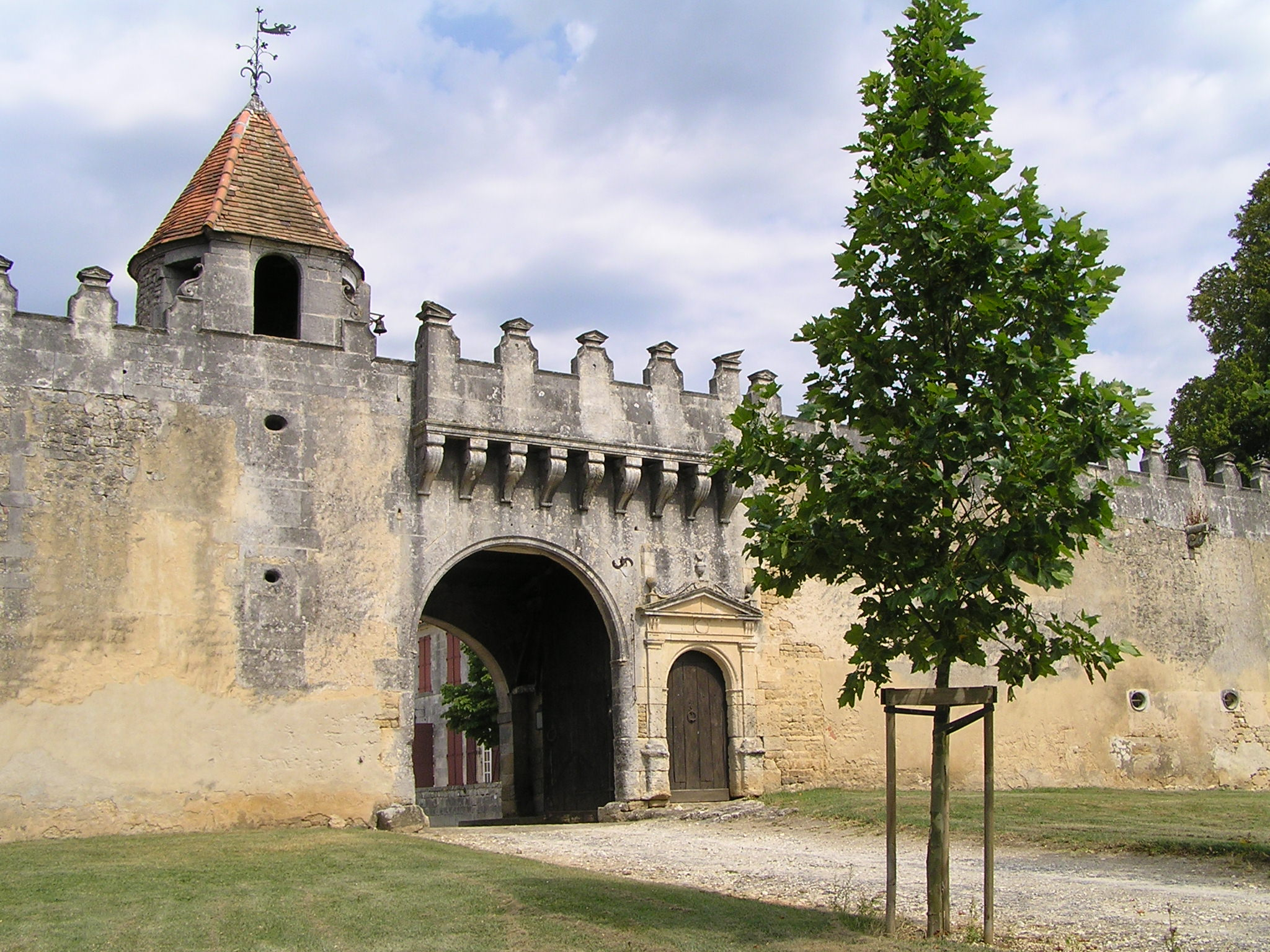
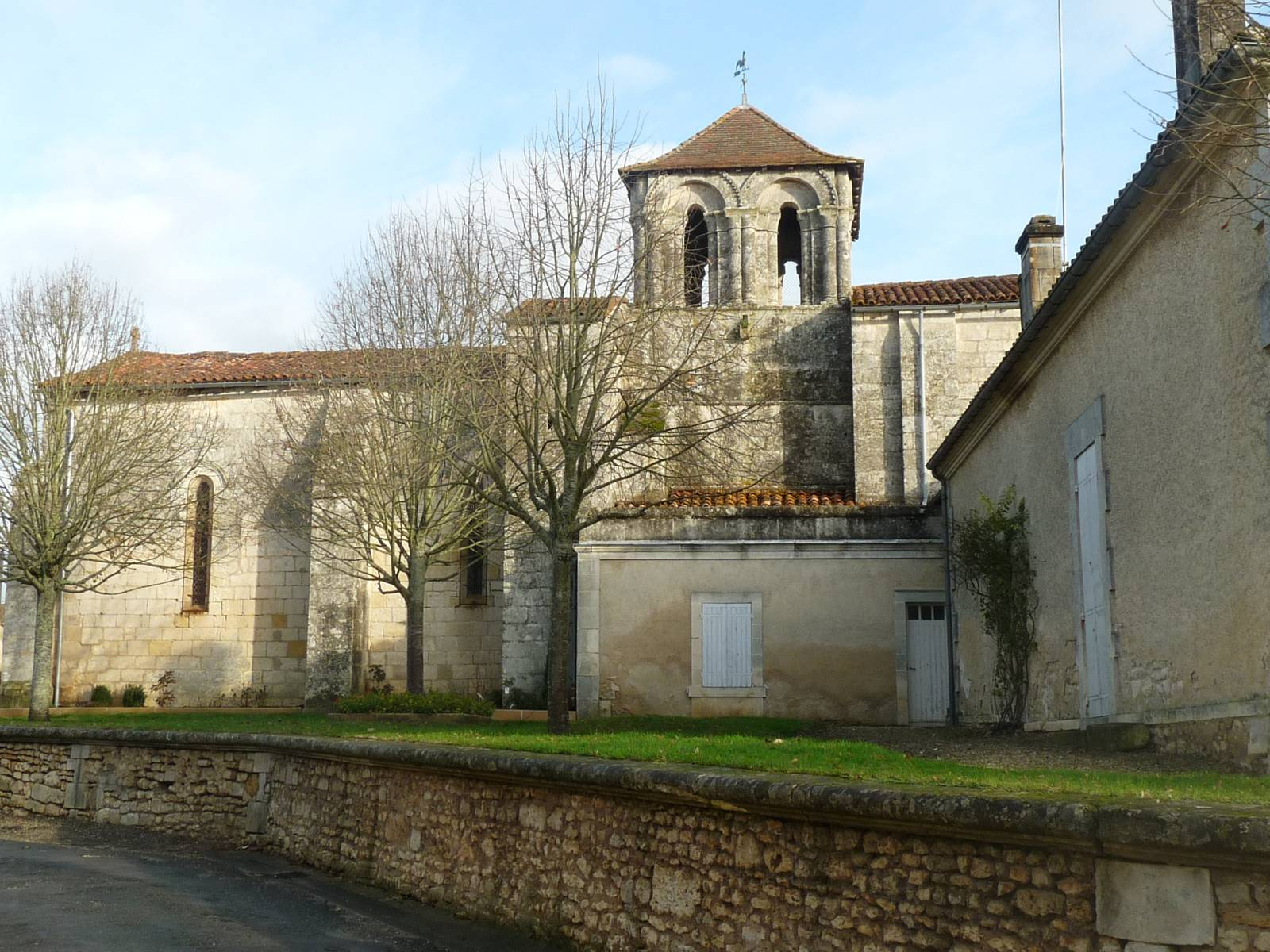
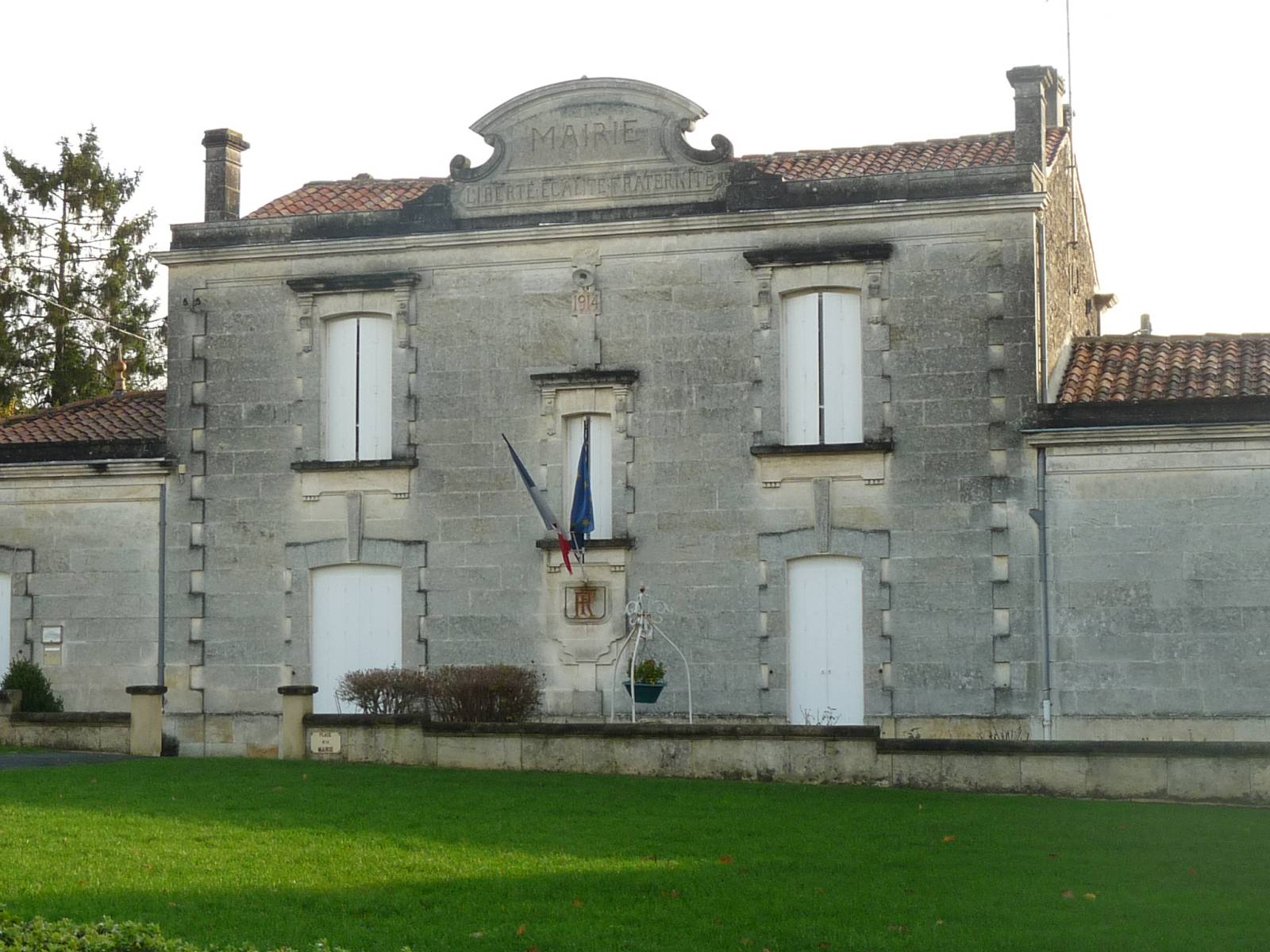
Gemeentehuis

## Geografie
De oppervlakte van Saint-Brice bedroeg op 1 januari 2022 9,3 vierkante kilometer; de bevolkingsdichtheid was toen 104,2 inwoners per km².
De onderstaande kaart toont de ligging van Saint-Brice met de belangrijkste infrastructuur en aangrenzende gemeenten.

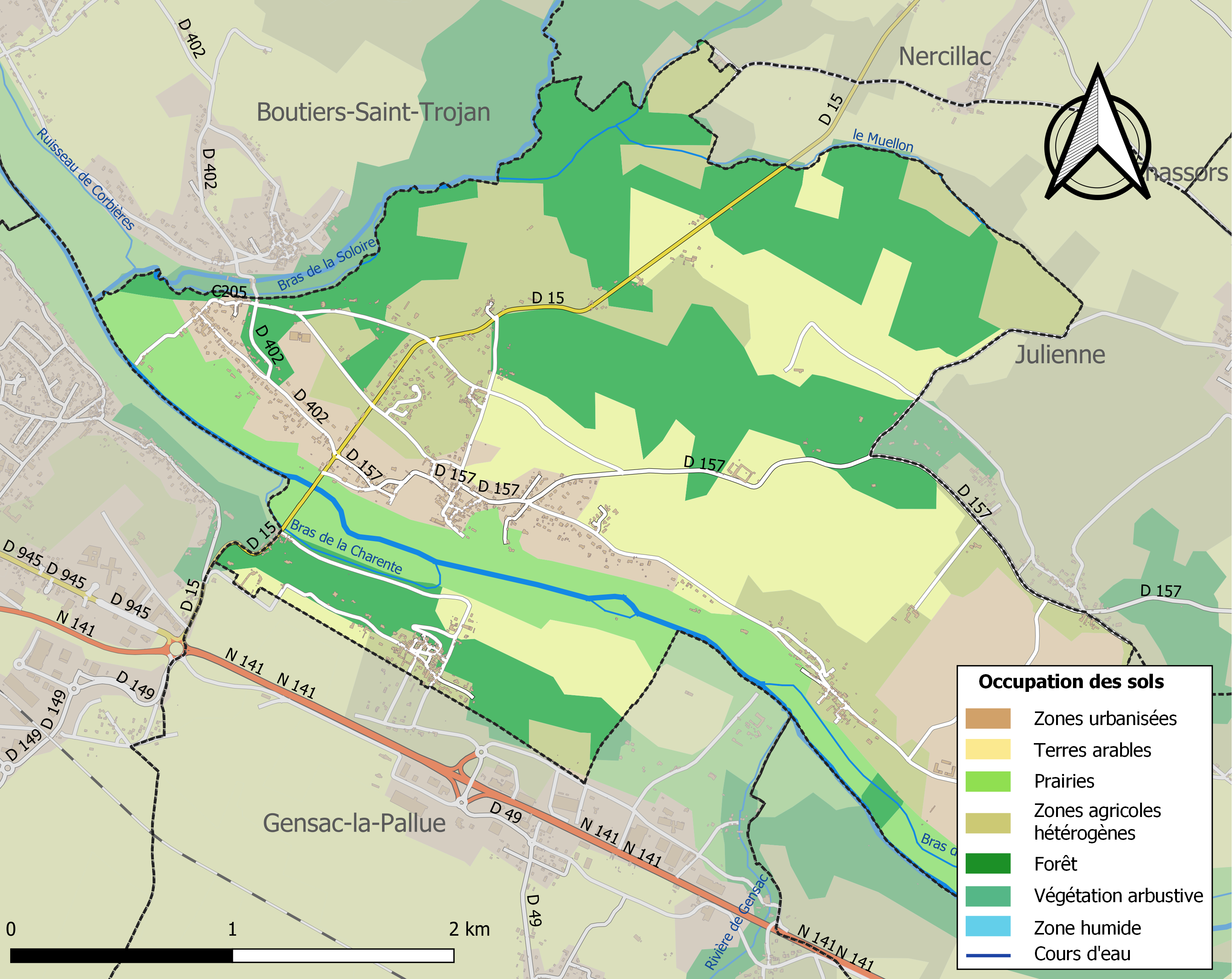

## Demografie
Onderstaande figuur toont het verloop van het inwonertal (bron: INSEE-tellingen).